# Mahindra HyAlfa
 (août 2022).
Le Mahindra HyAlfa ou Mahindra Hy-Alfa est un tuk-tuk automatique à combustion interne à hydrogène produit par Mahindra et Mahindra Limited, .

## Aperçu
Il est introduit pour la première fois en 2006, puis présenté à nouveau lors de la Convention mondiale sur les technologies de l'hydrogène 2009 ; et encore à Delhi Auto Expo 2012. 
Le développement du tuk-tuk à hydrogène est soutenu par le Centre international des technologies de l'énergie hydrogène. Il est conçu et testé par des experts de l'Institut indien de technologie de Delhi.
L'Hy-Alfa est disponible en version passager (3 places) et en version cargo[réf. nécessaire].
Il actuellement[Quand ?] a 15 tuk-tuk HyAlfa en essai à Pragati Maidan à New Delhi[réf. nécessaire].
Les tuk-tuk ne devraient pas entrer sur les marchés commerciaux avant 2020[réf. nécessaire].

## Problèmes
Selon le ministère indien des énergies nouvelles et renouvelables (MNRE), l'utilisation de l'hydrogène comme combustible n'en est actuellement qu'au stade de la recherche, de développement et de la démonstration (RD&D). En conséquence, le nombre de stations à hydrogène est encore trop faible, même si beaucoup plus devraient être introduits prochainement,,.